# Хазпелшит
Хазпелшит (фр. Haspelschiedt) насеље је и општина у североисточној Француској у региону Лорена, у департману Мозел која припада префектури Саргемен.
По подацима из 2011. године у општини је живело 285 становника, а густина насељености је износила 11,31 становника/km². Општина се простире на површини од 25,2 km². Налази се на средњој надморској висини од 291 метар (максималној 404 m, а минималној 257 m).

## Демографија
| 1962. | 1968. | 1975. | 1982. | 1990. | 1999. | 2011. |
| ----- | ----- | ----- | ----- | ----- | ----- | ----- |
| 277   | 284   | 301   | 306   | 253   | 263   | 285   |

График промене броја становника у току последњих година